# جيري غرينفيلد
جيري غرينفيلد (بالإنجليزية: Jerry Greenfield)‏ هو رائد أعمال أمريكي، ولد في 14 مارس 1951 في بروكلين في الولايات المتحدة.

## وصلات خارجية
- جيري غرينفيلد على موقع إن إن دي بي (الإنجليزية)